# Американский союз защиты гражданских свобод
Американский союз защиты гражданских свобод (АСЗГС) (англ. American Civil Liberties Union, ACLU) — некоммерческая, неправительственная организация США, провозгласившая своей целью «защиту и охрану частных прав и свобод, гарантированных каждому человеку в этой стране конституцией и законами Соединенных Штатов». Деятельность организации направлена главным образом на участие в судебных процессах, законотворчество и осуществление образовательных программ.
Американский союз защиты гражданских свобод основан в 1920 году Кристал Истмен и Роджером Болдуином. В 1932—1954 годах его возглавлял Корлисс Ламонт. По официальному сообщению ACLU, в конце 2005 года организация насчитывала более 500 тыс. членов.
Организация обеспечивает юридическую помощь в судебных процессах, исход которых мог бы, по мнению ACLU, привести к ущемлению гражданских прав и свобод. ACLU может представлять стороны судебного процесса непосредственно или же обеспечивать консультативную помощь. Ряд судебных прецедентов, в которые ACLU был вовлечен, привели к изменениям в конституционном праве США.